# Ždiarsky potok (dopływ Czarnego Wagu)
Ždiarsky potok – potok, dopływ Czarnego Wagu na Słowacji. Ma długość 11,5 km i wypływa na wysokości około 1500 m na wschodnich stokach szczytu Heľpiansky vrch w Niżnych Tatrach. Spływa w kierunku północno-wschodnim Doliną Zdziarską (Ždiarska dolina) i uchodzi do Czarnego Wagu na wysokości około 905 m po południowej stronie zabudowanych obszarów miejscowości Liptovská Teplička.
Główne dopływy: Čierna, Podpeklianka, Staníkov potok (wszystkie prawostronne). Niemal cała zlewnia Zdziarskiego Potoku znajduje się na obszarze Parku Narodowego Niżne Tatry.
Doliną Zdziarskiego Potoku prowadzi szlak turystyczny  na główny grzbiet Niżnych Tatr i do schroniska Andrejcová.

## Szlak turystyczny
Liptovská Teplička, vypad, rázcestie – Ždiarska dolina – Budnárka – Pod Košariskami (skrzyżowanie z grzbietowym czerwonym szlakiem). Suma podejść 565 m, czas przejścia 3.15 h.